# Tredozio
Tredozio is een gemeente in de Italiaanse provincie Forlì-Cesena (regio Emilia-Romagna) en telt 1315 inwoners (31-12-2004). De oppervlakte bedraagt 62,4 km², de bevolkingsdichtheid is 21 inwoners per km².
De volgende frazioni maken deel uit van de gemeente: San Valentino, Rocca Modigliana, Madonna della Neve.

## Demografie
Tredozio telt ongeveer 627 huishoudens. Het aantal inwoners daalde in de periode 1991-2001 met 9,4% volgens cijfers uit de tienjaarlijkse volkstellingen van ISTAT.
| Jaar | Inwoneraantal |
| ---- | ------------- |
| 1991 | 1454          |
| 2001 | 1317          |

## Geografie
De gemeente ligt op ongeveer 600-1000 m boven zeeniveau.
Tredozio grenst aan de volgende gemeenten: Marradi (FI), Modigliana, Portico e San Benedetto, Rocca San Casciano.
Bagno di Romagna · Bertinoro · Borghi · Castrocaro Terme e Terra del Sole · Cesena · Cesenatico · Civitella di Romagna · Dovadola · Forlimpopoli · Forlì · Galeata · Gambettola · Gatteo · Longiano · Meldola · Mercato Saraceno · Modigliana · Montiano · Portico e San Benedetto · Predappio · Premilcuore · Rocca San Casciano · Roncofreddo · San Mauro Pascoli · Santa Sofia · Sarsina · Savignano sul Rubicone · Sogliano al Rubicone · Tredozio · Verghereto
- Gemeinsame Normdatei: 7561286-0
- MusicBrainz: bb116087-874b-4868-b88f-54624429cf16
- Virtual International Authority File: 243897052
- WorldCat: E39PCjxtjRhYMjVC3Gx78t6P6X

1. ↑  https://demo.istat.it/?l=it.